# Col du Haut Jacques

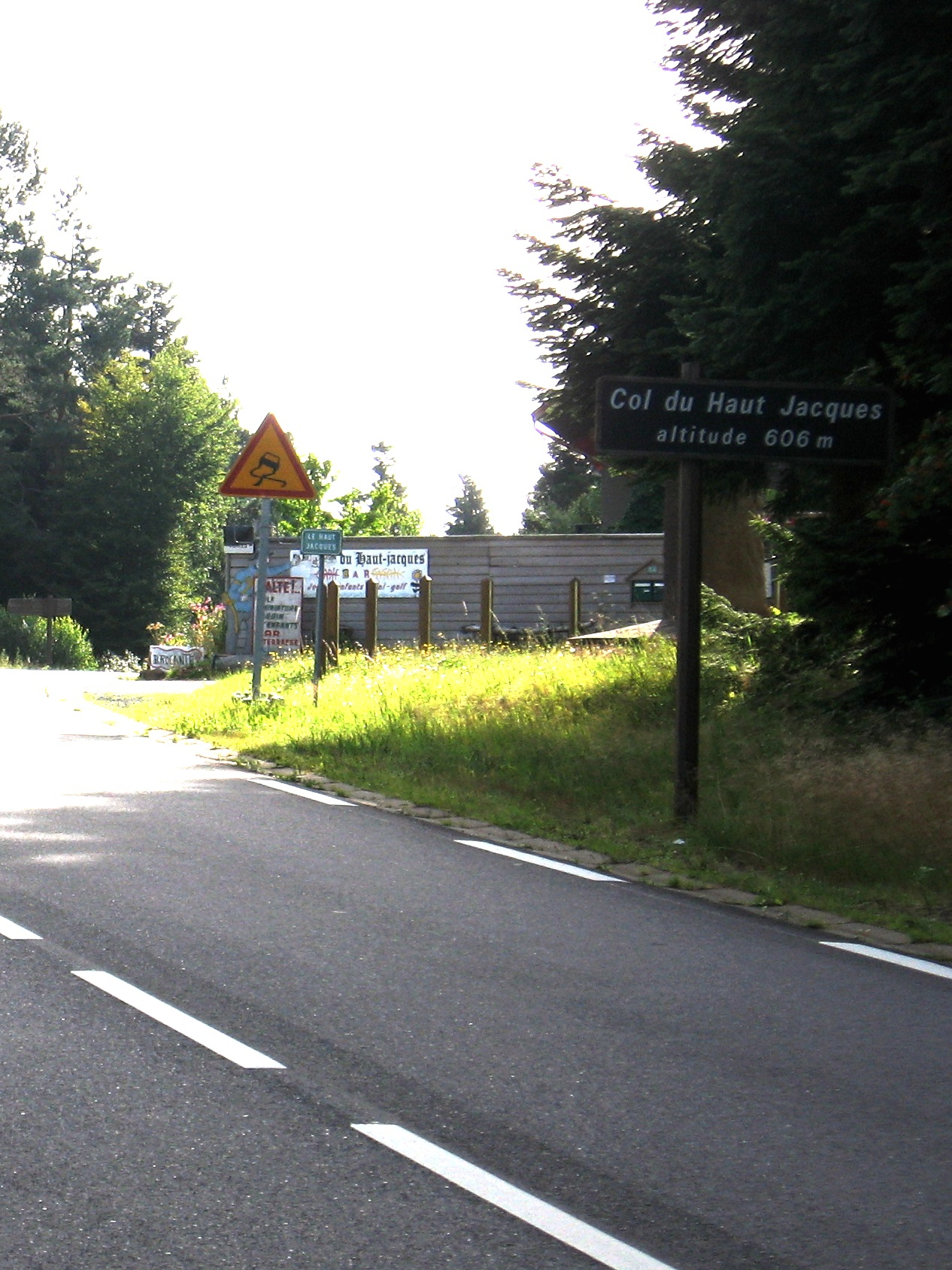
Bord Col du Haut Jacques

Col du Haut Jacques is een bergpas in het Franse departement Vosges op een hoogte van 606 meter. De top ligt op ongeveer 8 km van Saint-Dié-des-Vosges aan de N420, in de gemeente Les Rouges-Eaux op de grens met Mortagne en Taintrux, in het forêt domaniale de Mortagne. Bij de col bevinden zich het Arboretum du Haut Jacques, een monument voor het verzet in de Tweede Wereldoorlog en een gedenkteken voor de inzet van het Amerikaanse leger (3e divisie) in 1944.

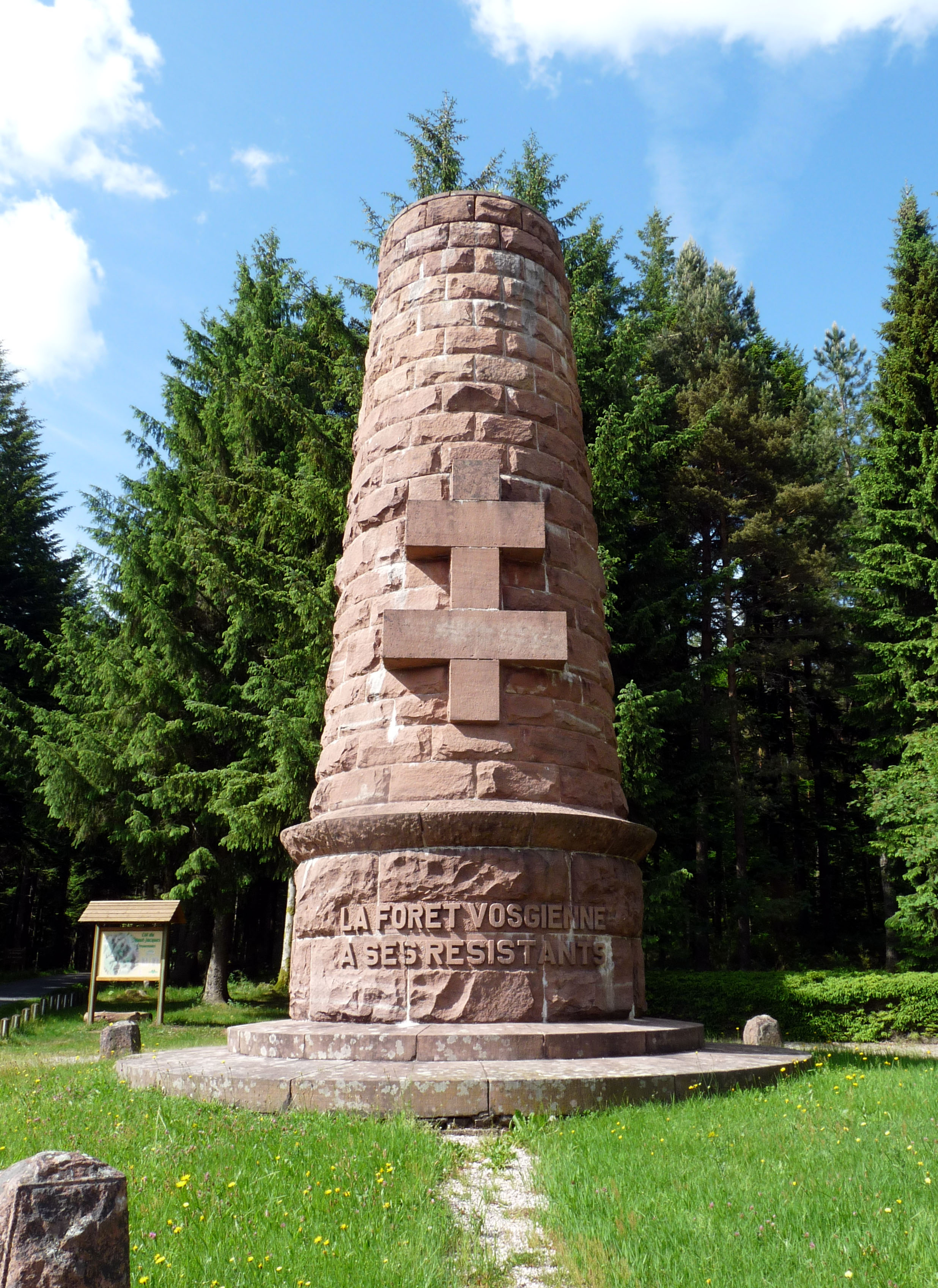
Verzetsmonument met Lotharings kruis
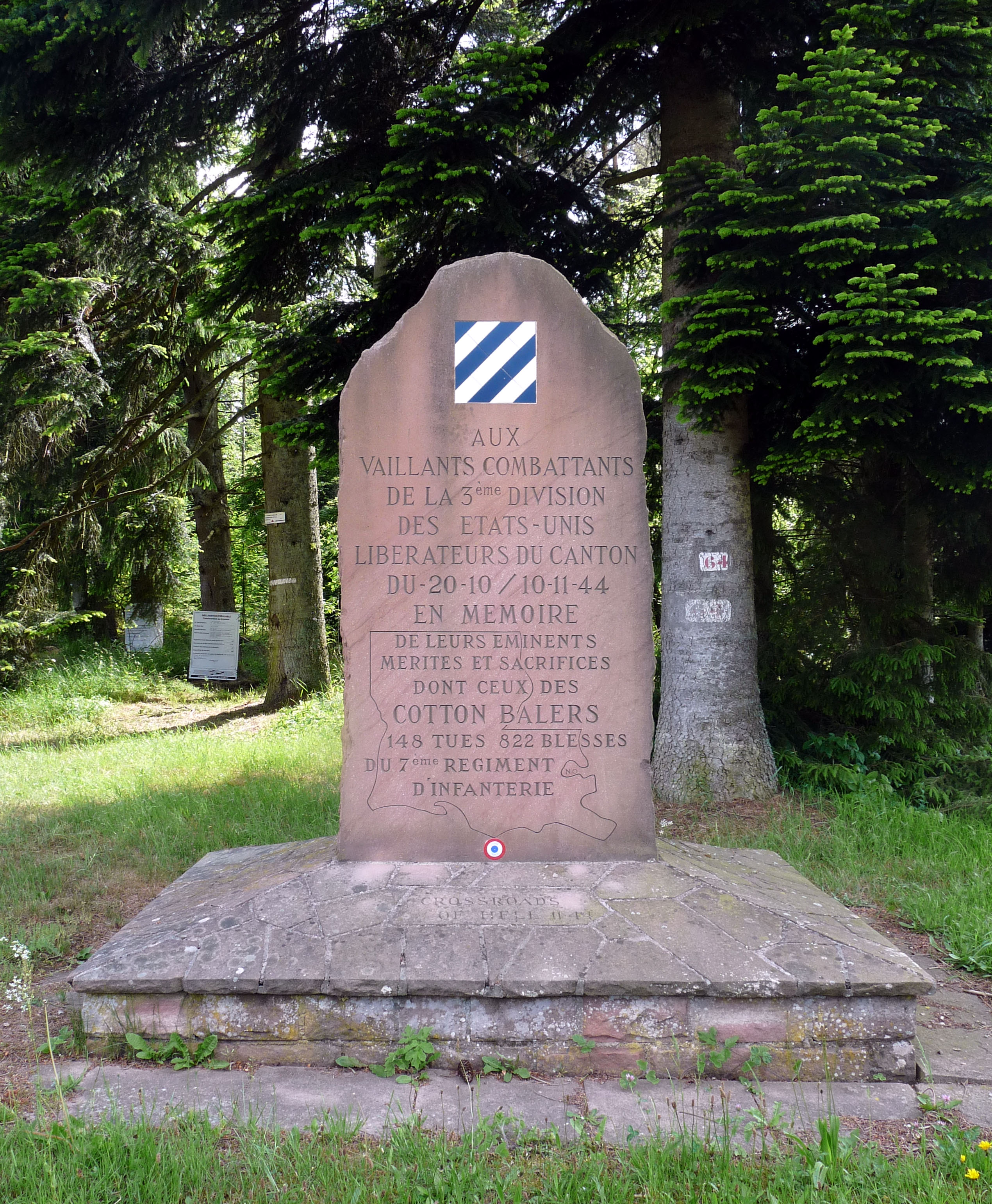
Monument voor Amerikaanse militairen
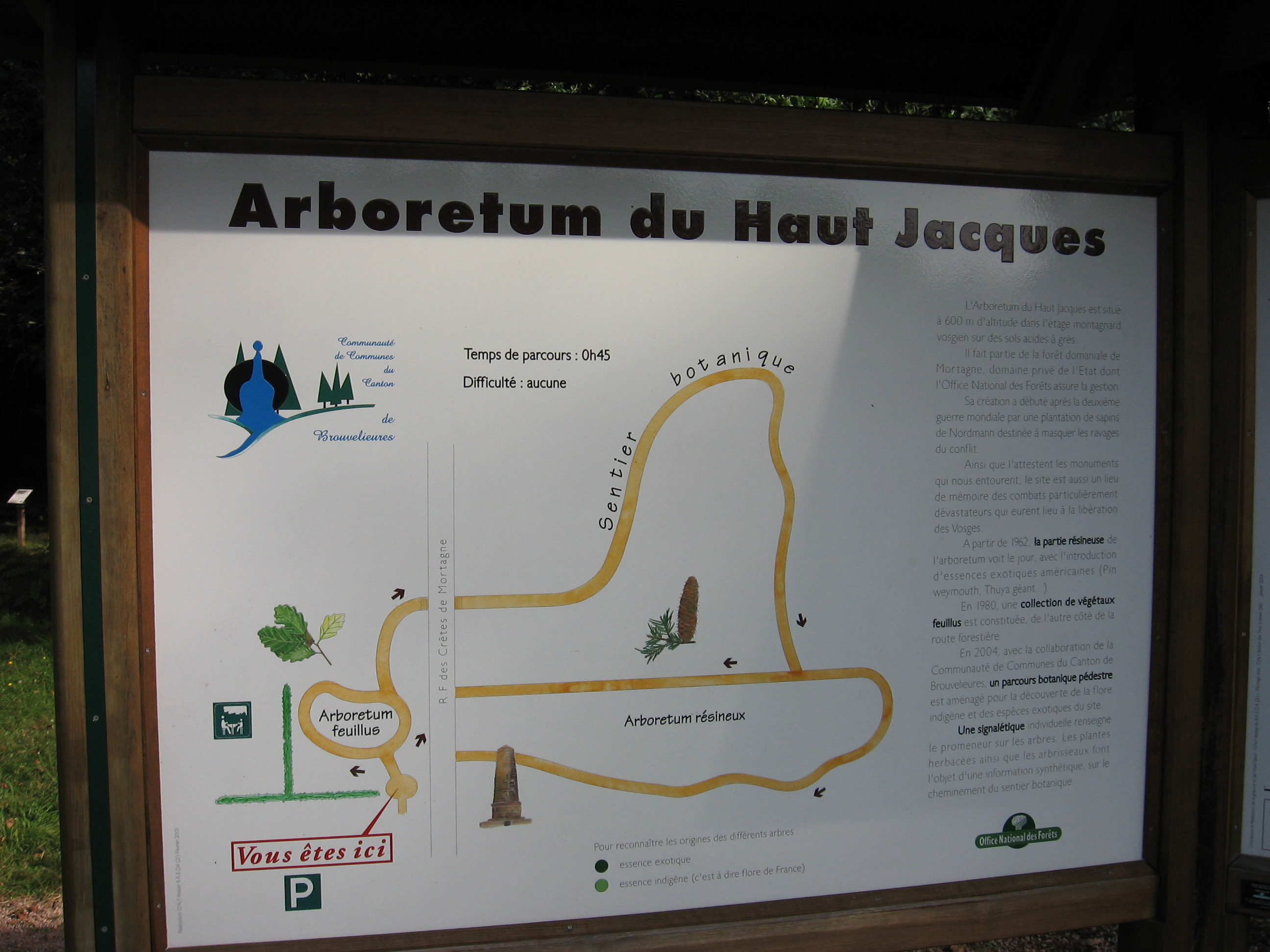
Informatiebord bij arboretum